# Ilsa, the Wicked Warden
Ilsa, the Wicked Warden (originalment estrenada com Greta: Haus Ohne Männer, i també coneguda com Greta, the Mad Butcher, Ilsa: Absolute Power, i Wanda, the Wicked Warden) és una pel·lícula de sexplotació de 1977 dirigida per Jesús Franco i protagonitzada per Dyanne Thorne. Es considera que la pel·lícula és la tercera entrada de la sèrie de pel·lícules Ilsa, però no es va filmar originalment amb la intenció de ser com a tal, tot i protagonitzada Dyanne Thorne. L'argument de la pel·lícula segueix la Greta, una alcaide d'un hospital psiquiàtric per a dones joves, i una noia que fingeix estar malalta per poder investigar què va passar amb la seva germana que es va quedar a l'hospital.
Ilsa, the Wicked Warden contenia escenes de violència gràfica, que l'escriptor Ric Meyers va comentar que era "més malalta" que el seu predecessor en les seves representacions. Meyer també va opinar que la pel·lícula s'havia rodat al mateix temps que la de Franco Barbed Wire Dolls a causa del repartiment i l'escenari compartits de les dues pel·lícules.

## Sinopsi
Greta (Dyanne Thorne) treballa com a guarda en un hospital psiquiàtric per a dones joves. Sense que ella ho sàpiga, la seva pacient Abby és en realitat la germana de la Rosa, una de les altres pacients de l'hospital. L'Abby ha mentit per ser ingressada perquè pugui esbrinar què ha passat de la seva germana i, amb sort, per rescatar-la. No obstant això, no sap que la Greta utilitza els interns de l'hospital per crear pornografia, sovint contra la seva voluntat. L'Abby es troba a mercè de la Juanna, l'amant de Greta i líder de diversos interns de l'hospital. Juanna s'esforça molt perquè l'Abby respongui als seus avenços, però, després de negar-se, comença a explotar-la.

## Repartiment
- Dyanne Thorne - Greta
- Tania Busselier - Abbie Phillips
- Lina Romay - Juana
- Eric Falk - Pablo
- Howard Maurer - Amant de Greta
- Angela Ritschard - Rosa Phillips
- Peggy Markoff - No. 14
- Esther Studer - No. 24
- Jesús Franco - Dr. Milton Arcos (com Jess Franco)
- Lorli Bucher - Guard
- Esther Moser - No. 18
- Sigad Sharaf - No. 20
- Sandra L. Brennan
- Alex Exler

## Historial d'estrenes
Ilsa, the Wicked Warden va ser filmada i estrenada originalment en alemany, sota el títol Greta: Haus Ohne Männer. Es va canviar el títol i el guió es va reelaborar, amb un nou diàleg doblat per al mercat de parla anglesa. Tenint en compte la inclusió de Dyanne Thorne al paper principal, i el contingut i la temàtica similars entre la pel·lícula i la sèrie  Ilsa, el petit canvi de nom del personatge i altres edicions fetes per donar-li suport van permetre que la pel·lícula es beneficiés comercialment de la popularitat de la sèrie Ilsa, tot i que originalment no estava pensada com a part del cànon.

## Recepció
HorrorNews.net va remarcar que la pel·lícula era "Certament no és una pèrdua de temps, només que no esperis res com el que Ilsa, She Wolf of the SS va proporcionar originalment."